# После тебе (књига)
После тебе (енгл. After You) књига је британске списатељице Џоџо Мојес. Радња овог романа представља наставак на роман и истоимени филм Док нисам срела тебе.
Књига је први пут објављена 29. септембра 2015. године у Уједињеном Краљевству Велике Британије и Северне Ирске.

## Радња
После тебе је наставак живота Луизе Кларк након Вилове смрти. Књига прати њен пут ка опорављању након губитка вољене особе. Након што ју је Вил охрабрио да учини свој живот значајнијим и смисленијим, сели се у Лондон, где налази посао у једном аеродромском кафићу. Једне ноћи одлази до крова своје зграде и седи сама, све док неко не започне конверзацију са њом. Уплашена, Луиза пада са крова и стога задобија озбиљне повреде. Након опоравка, Луиза се затим прикључује групи за подршку у оближњој цркви. Недуго затим, Вилова кћер, Лили, контактира са Луизом и тражи информације у вези са њеним преминулим оцем, кога није упознала за његова живота. Такође је желела и да упозна своју баку и деку и због тога се усељава код Луизе, јер мрзи живот код своје мајке, очуха и полубраће.
У међувремену, Луиза упознаје Сема - ујака једног од младића, који посећују групу за подршку. Сем је један од чланова санитетске екипе, која је помогла Луизи при паду са зграде и тиме јој спасили живот. Њих двоје започињу романтичну везу.
Луизин пријатељ Нејтан, који је радио, као и она, за Вила, сада је у Сједињеним Америчким Државама. На његов захтев, ступају изнова у контакт и он јој нуди посао у САД-у. Луиза се одлучује да окуша срећу и оде на интервју. Породица, којој су потребне њене услуге, прихвата је. Одлука да се промени не само државу, већ и континент представља једну тешку одлуку, поготово што је почела да се заљубљује у Сема.

## Наставак радње
Заувек мој драви, наставак претходне две књиге, објављен је 2018. године.